# Anna Meares
Anna Meares   (Blackwater, 21 de setembre de 1983) és una exciclista australiana, especialista en ciclisme en pista i guanyadora de sis medalles olímpiques i vint-i-sis medalles mundials.

## Biografia
Va néixer el 21 de setembre de 1983 a la ciutat de Blackwater, situada a l'estat de Queensland, al nord-est d'Austràlia. És germana de la també ciclista Kerrie Meares.
Ha estat guardonada amb l'Orde d'Austràlia.

## Carrera esportiva
Va participar, als 20 anys, en els Jocs Olímpics d'Estiu de 2004 realitzats a Atenes (Grècia), on va aconseguir guanyar la medalla d'or en la prova de 500 metres contrarellotge, establint un nou rècord del món amb 33.952 segons, en l'última edició que aquesta prova formava part del programa olímpic. En aquests Jocs guanyà, així mateix, la medalla de bronze en la prova de velocitat individual (sprint). En els Jocs Olímpics d'Estiu de 2008 realitzats a Pequín (República Popular de la Xina) aconseguí guanyar la medalla de plata en la prova de velocitat individual, i als de Londres, la d'or en velocitat individual i la de bronze en velocitat per equips juntament amb Kaarle McCulloch. Als Jocs de Rio va obtenir el bronze en la prova de keirin.
Al llarg de la seva carrera ha aconseguit guanyar sis medalles en els Jocs de la Commonwealth, quatre d'elles d'or; i vint-i-set medalles en el Campionat del Món de ciclisme en pista, onze d'elles d'or.

## Palmarès
- 2001
  -  Campiona del món júnior en 500 metres contrarellotge
- 2003
  - Campiona d'Oceania en 500 metres contrarellotge
  - Campiona d'Oceania en keirin
  - Campiona d'Oceania en Velocitat per equips, amb Kerrie Meares i Alexandra Bright
  -  Campiona d'Austràlia en 500 metres contrarellotge
  -  Campiona d'Austràlia en keirin
- 2004
  -  Medalla d'or als Jocs Olímpics del 2004 en 500 metres contrarellotge
  -  Medalla de bronze als Jocs Olímpics del 2004 en Velocitat individual
  -  Campiona del Món en 500 metres contrarellotge
  - Campiona d'Oceania en Velocitat
  -  Campiona d'Austràlia en velocitat
  -  Campiona d'Austràlia en 500 metres contrarellotge
- 2005
  - Campiona d'Oceania en 500 metres contrarellotge
  - Campiona d'Oceania en Velocitat
  -  Campiona d'Austràlia en velocitat
  -  Campiona d'Austràlia en 500 metres contrarellotge
  -  Campiona d'Austràlia en keirin
- 2006
  - Campiona als Jocs de la Commonwealth en 500 metres contrarellotge
  -  Campiona d'Austràlia en velocitat
- 2007
  -  Campiona del Món en 500 metres contrarellotge
  - Campiona d'Oceania en Velocitat
  -  Campiona d'Austràlia en velocitat per equips, amb Kerrie Meares
  -  Campiona d'Austràlia en 500 metres contrarellotge
  -  Campiona d'Austràlia en keirin
- 2008
  -  Medalla de plata als Jocs Olímpics del 2008 en velocitat indivudual
- 2009
  -  Campiona del Món en velocitat per equips, amb Kaarle McCulloch
  -  Campiona d'Austràlia en velocitat
  -  Campiona d'Austràlia en 500 metres contrarellotge
- 2010
  -  Campiona del Món en 500 metres contrarellotge
  -  Campiona del Món en velocitat per equips, amb Kaarle McCulloch
  - Campiona als Jocs de la Commonwealth en 500 metres contrarellotge
  - Campiona als Jocs de la Commonwealth en velocitat
  - Campiona als Jocs de la Commonwealth en velocitat per equips, amb Kaarle McCulloch
  - Campiona d'Oceania en velocitat
  - Campiona d'Oceania en keirin
- 2011
  -  Campiona del Món en velocitat per equips, amb Kaarle McCulloch
  -  Campiona del Món en keirin
  -  Campiona del Món en velocitat
  -  Campiona d'Austràlia en velocitat
  -  Campiona d'Austràlia en keirin
- 2012
  -  Medalla d'or als Jocs Olímpics del 2012 en velocitat indivudual
  -  Medalla de bronze als Jocs Olímpics del 2012 en velocitat per equips, amb Kaarle McCulloch
  -  Campiona del Món en 500 metres contrarellotge
  -  Campiona del Món en keirin
  -  Campiona d'Austràlia en velocitat
  -  Campiona d'Austràlia en keirin
- 2013
  - Campiona d'Oceania en velocitat
  - Campiona d'Oceania en 500 metres contrarellotge
  - Campiona d'Oceania en keirin
- 2014
  - Campiona als Jocs de la Commonwealth en 500 metres contrarellotge
  -  Campiona d'Austràlia en velocitat
  -  Campiona d'Austràlia en 500 metres contrarellotge
- 2015
  -  Campiona del Món en keirin
  - Campiona d'Oceania en velocitat per equips, amb Kaarle McCulloch
  -  Campiona d'Austràlia en velocitat
  -  Campiona d'Austràlia en velocitat per equips
- 2016
  -  Medalla de bronze als Jocs Olímpics de Rio de Janeiro en Keirin
  -  Campiona d'Austràlia en velocitat
  -  Campiona d'Austràlia en velocitat per equips

### Resultats a laCopa del Món
- 2004
  - 1a a Sydney, en Velocitat
  - 1a a Aguascalientes, en Velocitat per equips
- 2004-2005
  - 1a a la Classificació general i a les prova de Sydney, en Keirin
  - 1a a Sydney, en Velocitat
- 2005-2006
  - 1a a Sydney, en Velocitat
- 2006-2007
  - 1a a Sydney, en 500 m.
  - 1a a Los Angeles, en Velocitat
  - 1a a Sydney, en Velocitat per equips
- 2007-2008
  - 1a a Sydney, en 500 m.
- 2008-2009
  - 1a a Copenhaguen, en Velocitat per equips
- 2009-2010
  - 1a a la Classificació general i a les proves de Manchester i Melbourne, en 500 m.
  - 1a a Melbourne, en Velocitat
  - 1a a Melbourne, en Keirin
  - 1a a Manchester, en Velocitat per equips
- 2010-2011
  - 1a a la Classificació general i a les prova de Melbourne, en 500 m.
  - 1a a Manchester i Melbourne, en Velocitat
  - 1a a Manchester, en Velocitat per equips
- 2011-2012
  - 1a a Astanà, en Velocitat per equips
- 2013-2014
  - 1a a Aguascalientes, en 500 m.